# Matej Jurčo
Matej Jurčo (nascido em 8 de agosto de 1984) é um ciclista profissional eslovaco. Ele representou sua nação em duas edições dos Jogos Olímpicos: Atenas 2004 e Pequim 2008.

## Resultados
| Jogos       | Idade | Evento             | Terminou |
| ----------- | ----- | ------------------ | -------- |
| Atenas 2004 | 20    | Corrida em estrada | AC       |
| Atenas 2004 | 20    | Contrarrelógio     | 35º      |
| Pequim 2008 | 20    | Corrida em estrada | AC       |
| Pequim 2008 | 20    | Contrerrelógio     | 28º      |

Fonte: Sports-Reference